# Guise
Guise je francouzská obec v departementu Aisne v regionu Hauts-de-France. Žije zde přibližně 4 500 obyvatel. Je centrem kantonu Guise.

## Poloha obce

### Sousední obce
| Růžice kompasu | Vadencourt | Lesquielles-Saint-Germain |                               | Růžice kompasu |
| Růžice kompasu | Proix      | Sever                     | Flavigny-le-Grand-et-Beaurain | Růžice kompasu |
| Růžice kompasu | Proix      | Guise                     | Flavigny-le-Grand-et-Beaurain | Růžice kompasu |
| Růžice kompasu | Proix      | Jih                       | Flavigny-le-Grand-et-Beaurain | Růžice kompasu |
| Růžice kompasu | Macquigny  | Audigny                   |                               | Růžice kompasu |